# Souňov
Souňov (en allemand : Sauniow) est une commune du district de Kutná Hora, dans la région de Bohême-Centrale, en République tchèque. Sa population s'élevait à 140 habitants en 2020.

## Géographie
Souňov se trouve à 6,5 km au sud-ouest de Čáslav, à 8 km au sud-sud-est de Kutná Hora et à 76 km à l'est-sud-est de Prague.
La commune est limitée par Kluky à l'ouest et au nord, par Vodranty au nord-est, par Krchleby à l'est, et par Třebonín et Úmonín au sud.

## Histoire
La première mention écrite de la localité date de 1416.

## Transports
Par la route, Souňov se trouve à 10 km de Čáslav, à 14 km de Kutná Hora et à 98 km de Prague.